# Верейский район
Верейский район — административно-территориальная единица в составе Московской области РСФСР, существовавшая в 1929—1959 годах.
Верейский район образован в 1929 году в составе Московского округа Московской области. В его состав вошли город Верея и следующие сельсоветы бывшего Можайского уезда Московской губернии:
- из Борисовской волости: Митяевский
- из Верейской волости: Богородский, Мерчаловский, Монаковский, Новоивановский, Новопавловский, Рождественский
- из Вышегородской волости: Афанасьевский, Благовещенский, Васильевский, Волченковский, Вышегородский, Дубровский, Ефимовский, Ивковский, Кузьминский, Лобановский, Носовский, Пановский, Пареевский, Ревякинский, Секиринский, Татищевский, Федюнькинский
- из Моревской волости: Мухинский
- из Смолинской волости: Блозневский, Василисинский, Клинский, Колодкинский, Купелицкий, Назарьевский, Порядинский, Симбуховский, Слепушкинский, Смолинский, Субботинский
- из Шелковской волости: Архангельский, Грибцовский, Дороховский, Копанский, Крымский, Шелко́вский.

20 мая 1930 года из Верейского района в Рузский был передан Мухинский с/с. Их Можайского района в Верейский — Архангельский, Крюковский и Шустиковский. Архангельский с/с бывшей Шелковской волости был переименован в Архангельский-Шелковский с/с.
На 1 января 1931 года территория района составляла 907 км², а население — 38 014 человек. Район включал 44 сельсовета и 265 населённых пунктов.
В 1935 году был образован Златоустовский с/с. Новоивановский с/с был переименован в Петропавловский, а Новопавловский — в Лужковский.
2 февраля 1938 года был образован рабочий посёлок Дорохово. Дороховский с/с был упразднён.
17 июня 1939 года были упразднены Васильевский, Дубровский, Златоустовский, Клинский, Крюковский, Кузьминский (территория передана в Афанасьевский с/с), Купелицкий, Лобановский, Митяевский, Носовский (селение Редькино было передано в Новозыбинский с/с, селения Нечаево, Никольское, Новое Семенково и Носово — в Пареевский с/с), Пановский (селения Веселёво и Паново были переданы в Новозыбинский с/с), Порядинский, Секиринский, Слепушкинский (селение Слепушкино было передано в Назарьевский с/с) и Субботинский (территория передана в Симбуховский с/с) с/с. Федюнькинский с/с был переименован в Новозыбинский (к нему были присоединены селения Веселёво и Паново упразднённого Пановского с/с, селение Редькино упразднённого Носовского с/с и селение Софьино Шустиковского с/с, а из него в Ефимовский с/с было передано селение Курнево). Из Федюнькинского с/с в Ефимовский было передано селение Курнево, а из Шустиковского с/с в Новозыбинский было передано селение Софьино.
Летом 1940 года был упразднён Мерчаловский с/с.
17 октября 1951 года были упразднены Копанский и Монаковский с/с.
28 декабря 1951 года из Благовещенского с/с в Пареевский было передано селение Дудкино, из Ефимовского с/с в Новозыбинский — селение Курлово, из Новозыбинского с/с в Пареевский — селение Редькино, а из Пареевского с/с в Шустиковский — селение Ильинское.
На 1 января 1953 года в районе было 26 сельсоветов: Архангельский, Архангельский (Шелковский), Афанасьевский, Благовещенский, Блозневский, Богородский, Василисинский, Волчёнковский, Вышегородский, Грибцовский (центр — с. Петрищево), Ефимовский (центр — с. Каменка), Ивковский, Колодкинский, Крымский, Лужковский, Назарьевский, Ново-Зыбинский, Пареевский, Петропавловский (центр — с. Ново-Ивановское), Ревякинский, Рождественский, Симбуховский, Смолинский, Татищевский (центр — с. Устье), Шелковский, Шустиковский.
14 июля 1954 года Архангельский, Новозыбинский и Ефимовский с/с были объединены в Федюнькинский с/с; Архангельский-Шелковский и Грибцовский — в Архангельский с/с; Василисинский и Татищевский — в Клинский с/с; Колодкинский и Петропавловский — в Новоивановский с/с. Были упразднены Блозневский (территория передана в Назарьевский с/с), Волченковский (территория передана в Афанасьевский с/с), Ивковский (территория передана в Афанасьевский с/с), Крымский (территория передана в Шелковский с/с), Лужковский, Ревякинский (территория передана в Вышегородский с/с), Рождественский (территория передана в Симбуховский с/с), Смолинский (территория передана в Назарьевский с/с) и Шустиковский (территория передана в Пареевский с/с) с/с.
3 июня 1959 года Верейский район был упразднён. Его территория была включена в состав Наро-Фоминского района.